# Raión de Okny

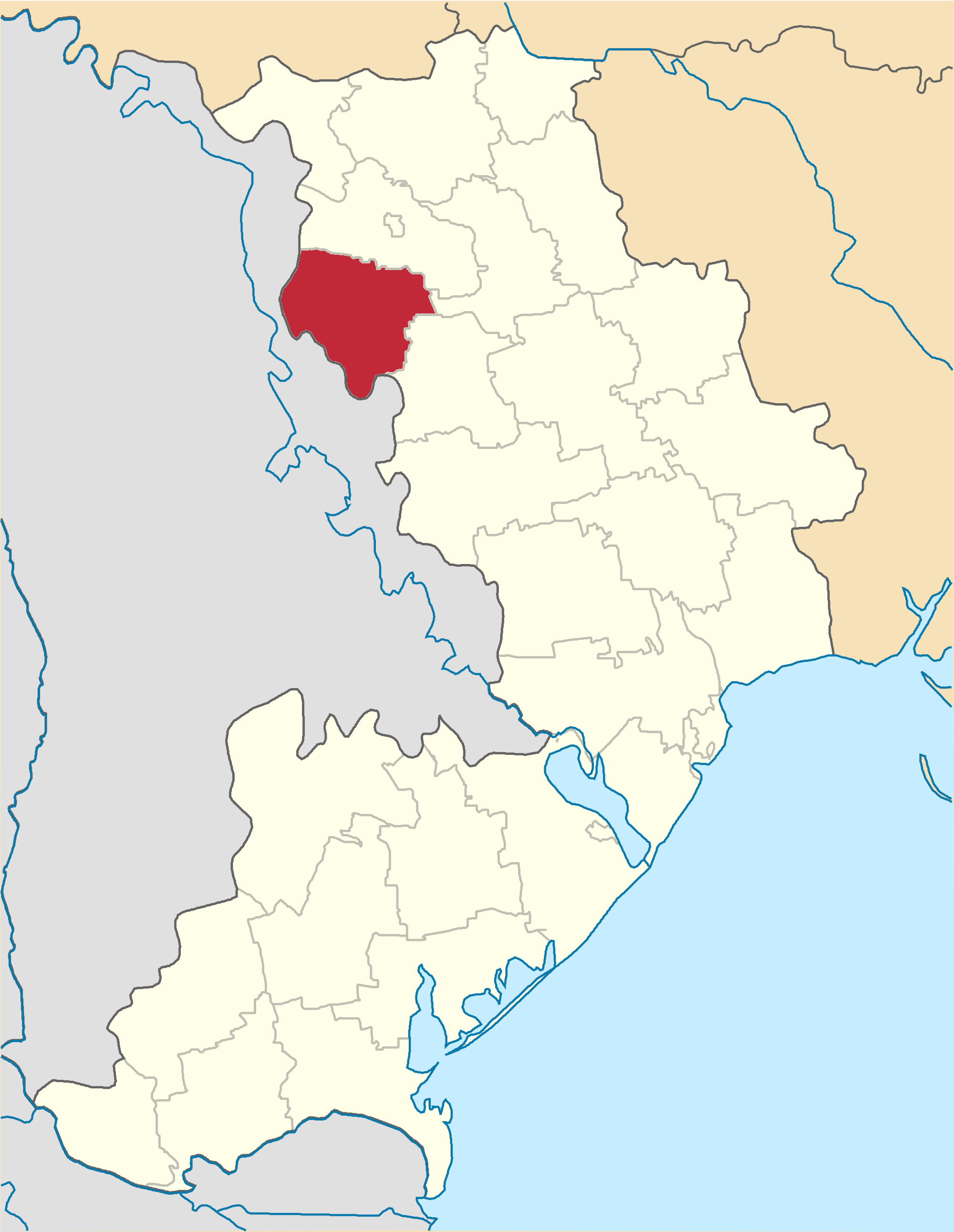
Localización del Raión de Okny

El Raión de Okny (ucraniano: Окнянський район) es un distrito del óblast de Odesa en el sur de Ucrania. Su centro administrativo es la ciudad de Okny.
Tiene una superficie de 1.013 km² y, según el censo de 2001, tiene una población de 23.000 habitantes.